# Planty Krakowskie

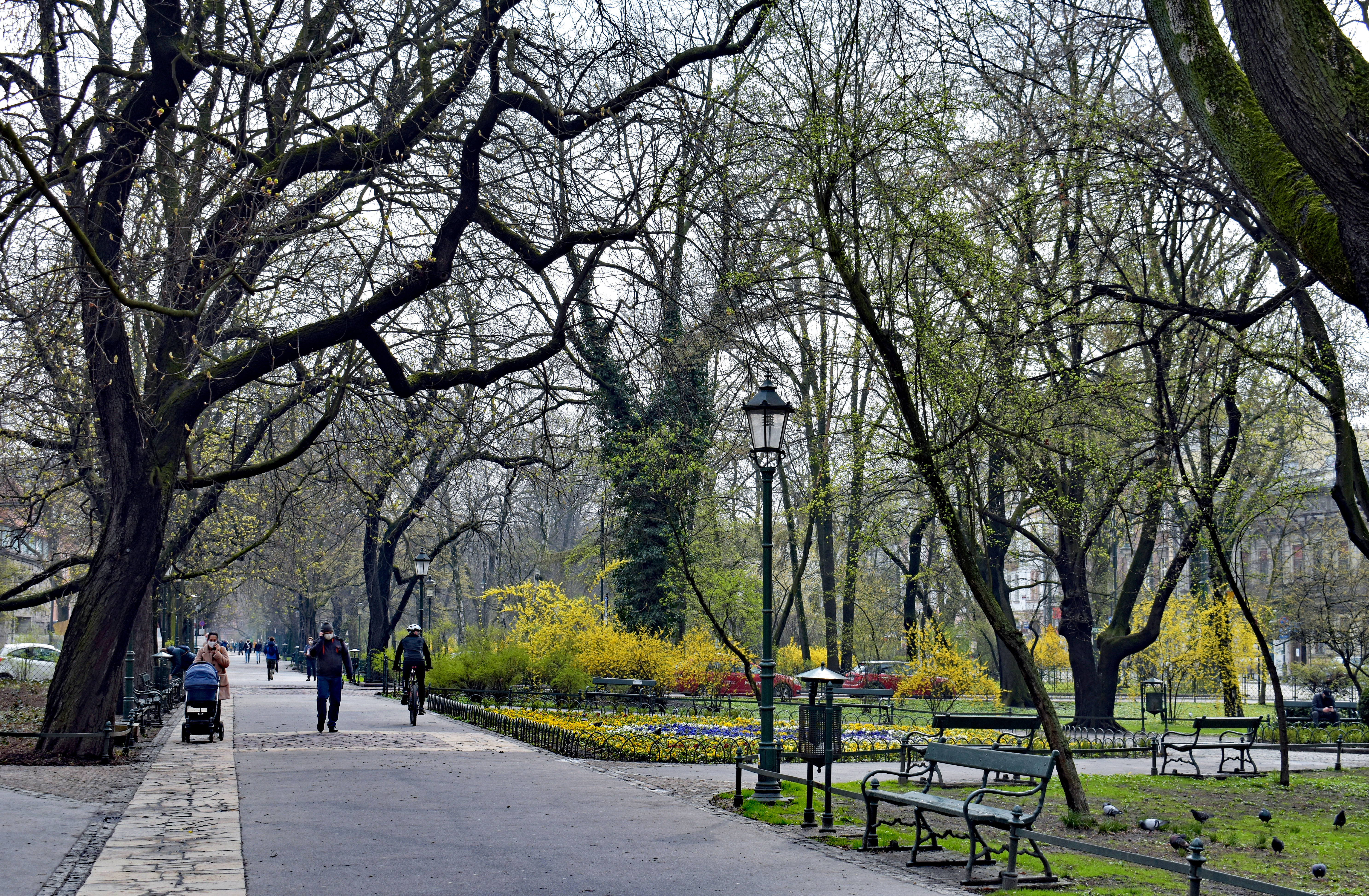
Planty wiosną. Białym kamieniem zaznaczono dawny przebieg murów miejskich i obrysy baszt (tutaj Baszta Introligatorów). Okolica skrzyżowania ulic św. Tomasza i Dunajewskiego

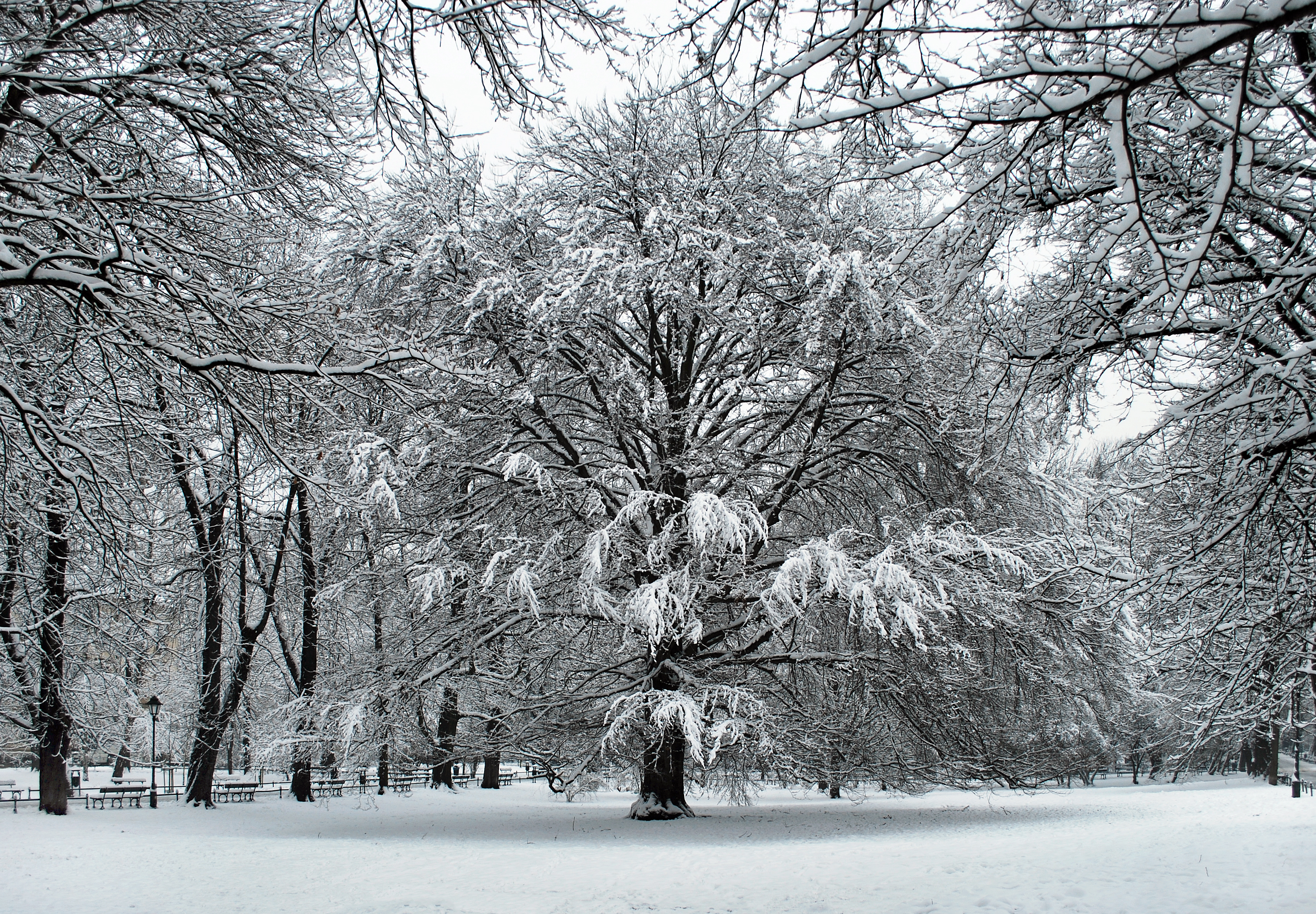
Planty zimą. Buk zwyczajny odm. czerwonolistnej, pomnik przyrody.
Znajdował się w okolicy Muzeum Archeologicznego. Został przewrócony przez wichurę 18 lutego 2022, pozostawiono pień drzewa jako pamiątkę.

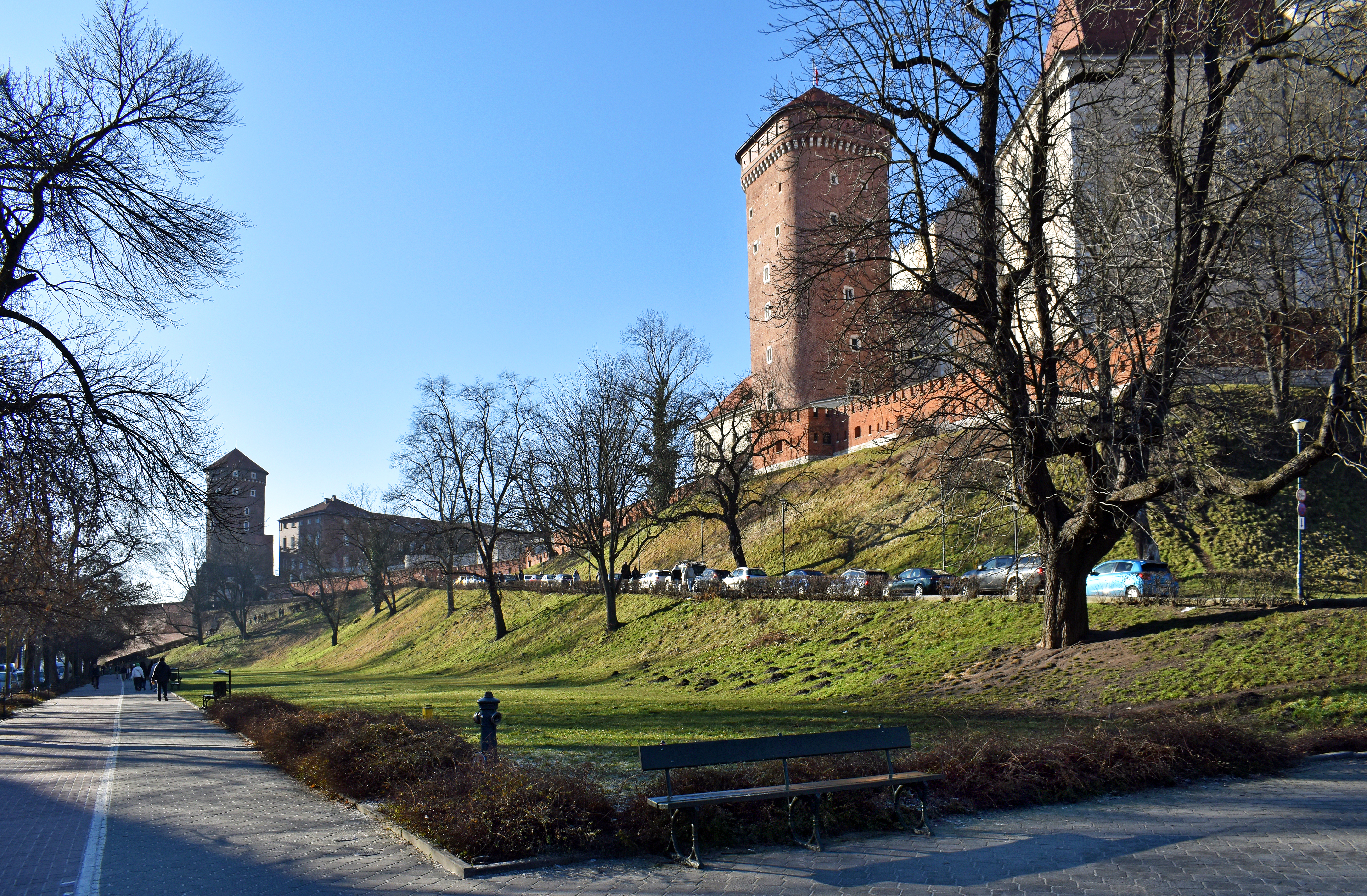
W latach 1827–1850 Planty obejmowały stoki wawelskiego wzgórza. Na widocznym południowym stoku rosły drzewa brzoskwiniowe i były winnice.

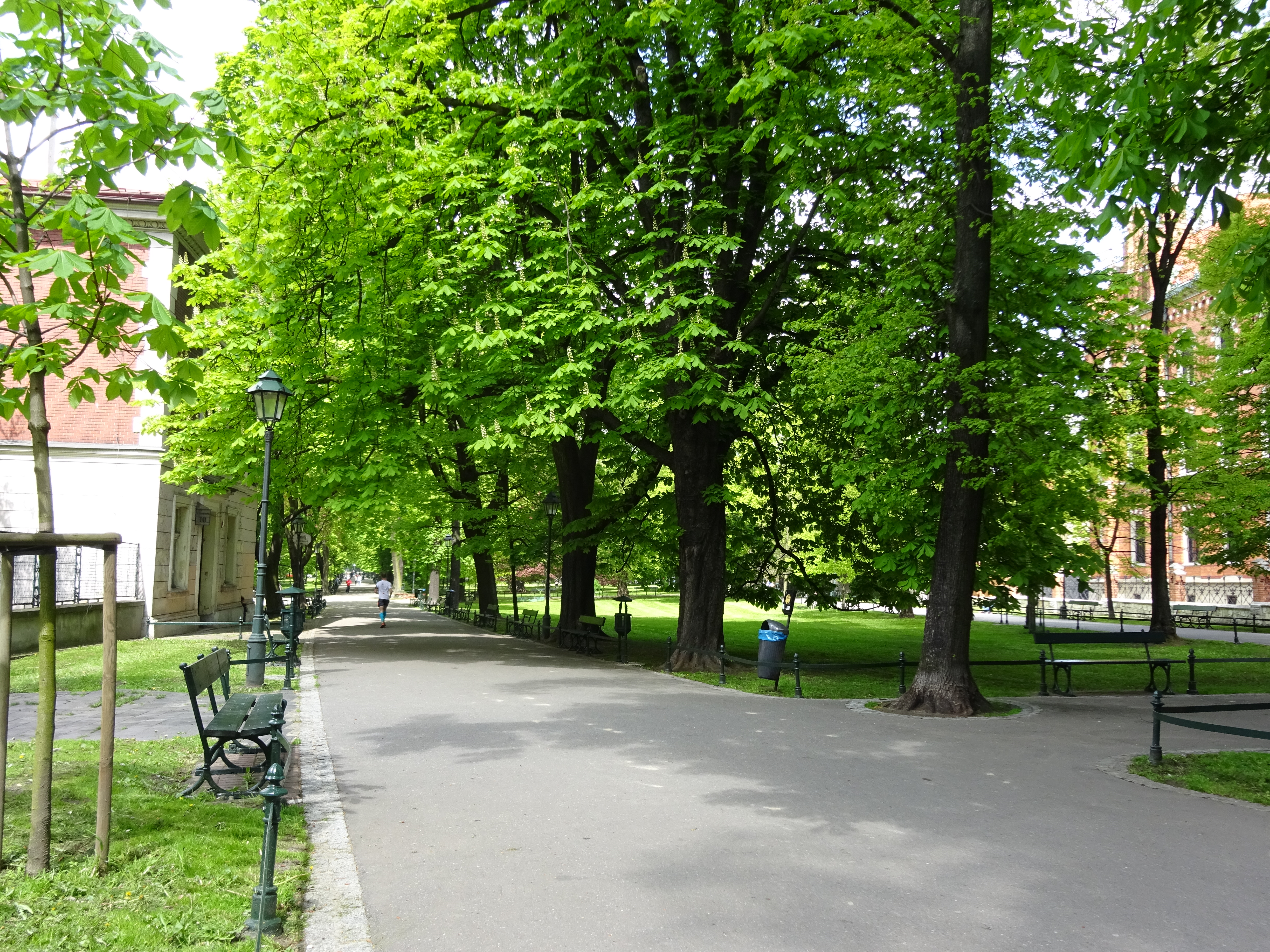
Widok Plant spod Wawelu w stronę ul. Franciszkańskiej, we wiosennej scenerii

Planty Krakowskie, Planty – zabytkowy park miejski w Krakowie otaczający Stare Miasto. Został założony w latach 1822–1830, ma powierzchnię 21 ha i ok. 4 km długości.

## Historia
Planty powstały na miejscu fortyfikacji otaczających miasto: murów obronnych (wyburzonych na początku XIX wieku) oraz położonej na ich przedpolu fosy i wałów ziemnych. Był to grząski i zaniedbany teren, pełniący funkcję śmietniska i ujścia ścieków. W 1820 podjęto decyzję o utworzeniu na tym obszarze „ogrodów miejskich”, czyli plant – stąd nazwa Planty (od splantowania, czyli wyrównania rumowisk). Bardzo długo jednak krakowianie używali nazwy Plantacye lub Plantacje; park zwano również „miejskimi przechadzkami”. Głównym inicjatorem tej idei oraz twórcą pomiarów i planów był Feliks Radwański. Po jego śmierci w 1826 kierownictwo robót objął Florian Straszewski, który w 1830 założył fundację z przeznaczeniem na utrzymanie Plant.
Początkowe prace polegały na niwelacji terenu i zasypaniu fosy nawiezioną ziemią. W obrębie tworzonego parku pozostał Barbakan. W kolejnym etapie przystąpiono do obsadzania terenu drzewami (głównie kasztanowcami, a także klonami, lipami, jesionami, topolami, pojedynczymi egzemplarzami drzew egzotycznych) i krzewami, zakładania trawników i kwietników oraz wyznaczania alejek i placów zabaw.

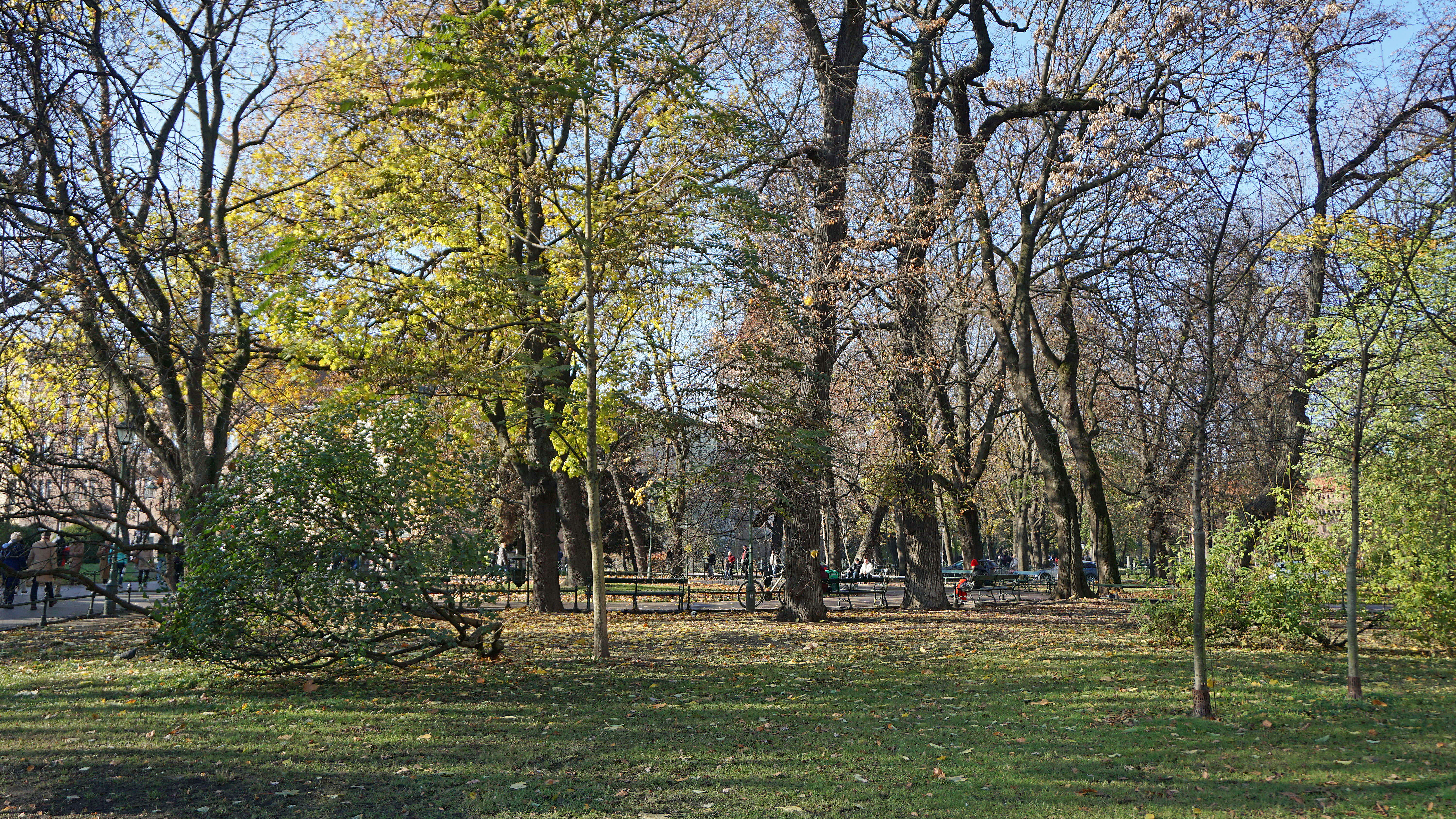
Planty późną jesienią, listopad 2024

Od 1827 Planty objęły pierścieniem także wawelskie wzgórze, na którego południowych stokach posadzono drzewa brzoskwiniowe i urządzono winnice, zlikwidowane w latach 50. XIX wieku w związku z podjęciem przez armię austriacką prac mających przekształcić wzgórze w cytadelę i koszary. Austriacy zbudowali na tym stoku drogę dojazdową na Wzgórze, dzisiejszą ulicę Droga do Zamku.

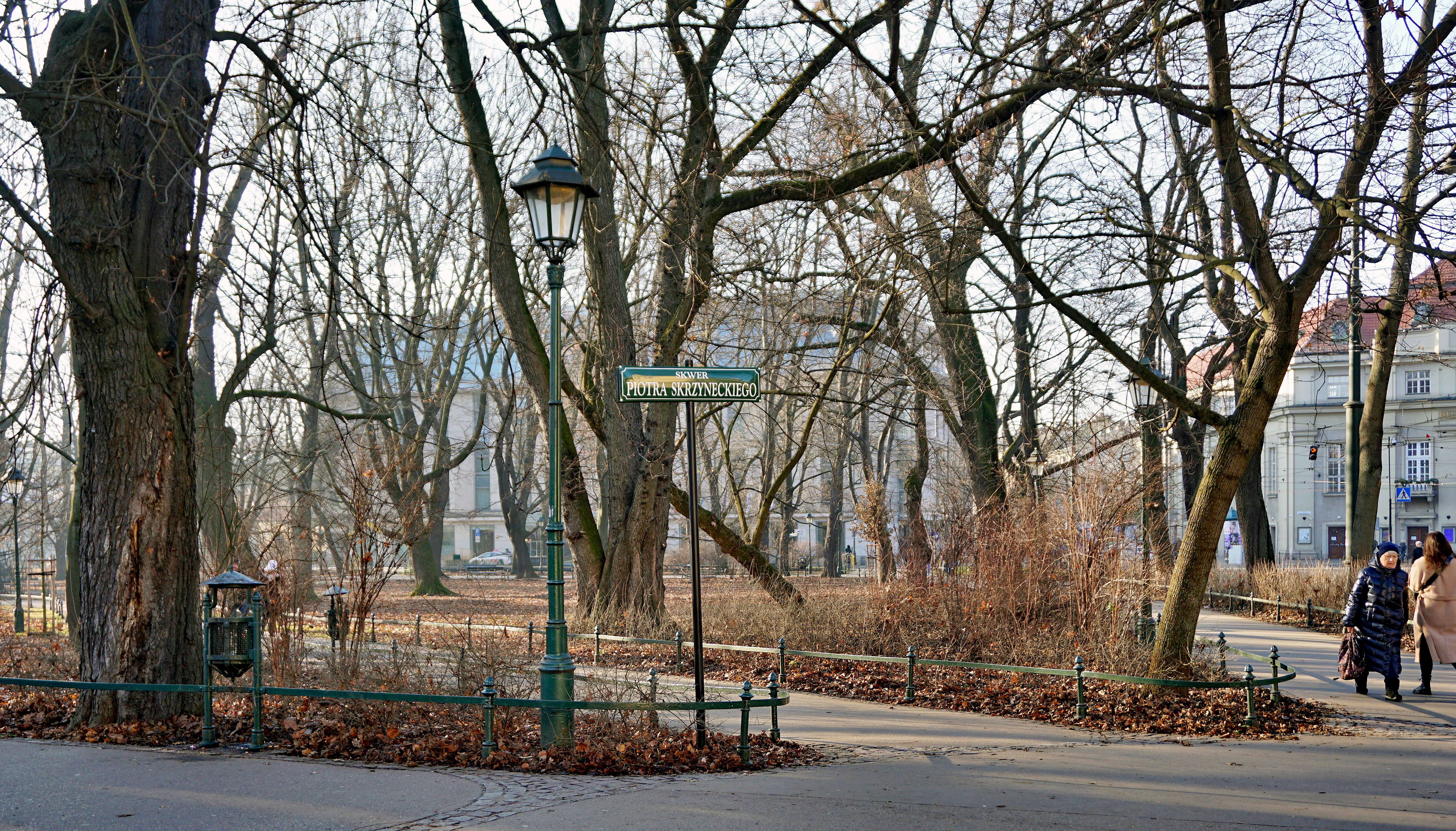
Skwer Piotra Skrzyneckiego

W późniejszych latach powstawały m.in. kioski i pawilon koncertowy. Prowadzono zwykłe prace pielęgnacyjne, zajmowali się nimi ogrodnicy zwani plantowymi. Zgodnie z regulaminem, ustanowionym przez władze miejskie w 1879, planty podzielone były na dziewięć rewirów podlegających opiece dziewięciu plantowych. Funkcjonowali oni do połowy XX wieku.
Planty stały się miejscem spacerów, spotkań towarzyskich, a nawet uroczystości narodowych. W 1871 utworzono Komisję Plantacyjną, która zajęła się uporządkowaniem Plant i stałą nad nimi opieką. Z jej inicjatywy rozpoczęto ozdabiać park pomnikami. W 1919 przed Collegium Novum posadzono Dąb Wolności. U wylotu ul. Lubicz stał natomiast przed II wojną światową pamiątkowy wiąz posadzony ponoć przez samego Tadeusza Kościuszkę.
Podczas II wojny światowej doszło do znacznej dewastacji parku – Niemcy wycięli krzewy i zrabowali „na cele wojenne” metalowe ogrodzenie oddzielające aleje spacerowe od zieleni. W okresie powojennym ograniczano się tylko do zapobiegania dalszej degradacji Plant. Decyzję o ich rewitalizacji, według projektu prof. Janusza Bogdanowskiego, podjęto w 1989. W ciągu kilkunastu lat renowacji Plant przywrócono małą architekturę – stylowe lampy, ogrodzenia, ławki; za pomocą kamiennych murków zarysowano dawny przebieg murów obronnych oraz rozmieszczenie baszt i bram miejskich.
Planty podzielono na 8 ogrodów:
- Wawel – od ul. Powiśle do ul. Franciszkańskiej
- Uniwersytet – od ul. Franciszkańskiej do ul. św. Anny
- Pałac Sztuki – od ul. św. Anny do ul. św. Tomasza
- Florianka – od ul. św. Tomasza do ul. Sławkowskiej
- Barbakan – od ul. Sławkowskiej do ul. Szpitalnej
- Dworzec – od ul. Szpitalnej do ul. Mikołajskiej
- Gródek – od ul. Mikołajskiej do ul. Dominikańskiej
- Stradom – od ul. Dominikańskiej do ul. Grodzkiej i ul. Stradomskiej

## Otoczenie
Na terenie Plant lub w ich bardzo bliskim sąsiedztwie znajdują się następujące zabytkowe obiekty:
- Barbakan
- Brama Floriańska
- Baszta Pasamoników
- Baszta Stolarzy
- Baszta Cieśli
- Cafe Gallery Zakopianka
- Pałac Sztuki
- Filharmonia
- Teatr im. Juliusza Słowackiego w Krakowie
- Gmach Akademii Muzycznej w Krakowie
- Kościół św. Krzyża w Krakowie
- Kościół oo. Reformatów
- Kościół oo. Dominikanów
- Kościół oo. Franciszkanów
- Pałac Biskupi
- Collegium Novum Uniwersytetu Jagiellońskiego
- Collegium Witkowskiego Uniwersytetu Jagiellońskiego
- Wawel

## Sztuka
Planty stały się inspiracją dla wielu twórców. Przykładem mogą być obrazy: Jana Stanisławskiego, Witolda Wojtkiewicza („Planty w Krakowie”), Aleksandra Trojkowicza, który mieszkał w ich sąsiedztwie przy ulicy Szewskiej 25 oraz Stanisława Wyspiańskiego („Planty o świcie” oraz „Chochoły – Planty nocą”), a także wiersz Marii Pawlikowskiej-Jasnorzewskiej pt. „Planty”.

## Obiekty
Opis pomników, kapliczek, rzeźb i fontann na Plantach, istniejących oraz zlikwidowanych, idąc Plantami od ul. Podzamcze do ul. św. Idziego (zgodnie z ruchami wskazówek zegara):
- Sowy – rzeźba Bronisława Chromego. W 1961 powstała sowa i dwie sówki. Mała i średnia padły łupem „kolekcjonera” i pozostała tylko największa. Po renowacji w 2015 przywrócone brakujące figurki i odczyszczono dużą sowę. Znajduje się przy ul. Podzamcze.
- Pomnik-ławeczka polskich matematyków Stefana Banacha oraz Ottona Nikodyma, odsłonięty 14 października 2016. Rzeźba prof. Stefana Dousy. Znajduje się w okolicach ul. Podzamcze.
- Pomnik Tadeusza Żeleńskiego (Boya) – pomnik odsłonięty w 1985 jest dziełem Edwarda Krzaka. Stoi pomiędzy ul. Podzamcze a ul. Poselską.
- Tablica pamiątkowa – tablica z fragmentem tekstu apelu Przewodniczącego Rady Państwa PRL, prof. Henryka Jabłońskiego o ratowanie zabytków Krakowa i tabliczki z informacjami o pierwszych darczyńcach. Tablica znajduje się na murze ogrodu Muzeum Archeologicznego.
- Pomnik Grażyny i Litawora – powstał w 1884 dla uczczenia Adama Mickiewicza, jest dziełem Alfreda Dauna. Stoi przy ul. Poselskiej.
- Pomnik kardynała Adama Sapiehy – powstał w 1976. Projekt Augusta Zamoyskiego. Znajduje się przed kościołem franciszkanów przy ul. Franciszkańskiej.
- Pomnik-fontanna Fortepian Chopina – na podstawie projektu (z 1949) Marii Jaremy pomnik wykonała Wanda Czełkowska. Odsłonięty 2 października 2006. Znajduje się przy ul. Franciszkańskiej.
- Pomnik ofiar wielkiego głodu na Ukrainie 1932–1933 – przy ul. Olszewskiego, obok cerkwi św. Norberta. Odsłonięty 18 listopada 2008.
- Figura Matki Bożej Łaskawej – powstała w 1771 i znajdowała się nad bramą wejściową cmentarza przy kościele Mariackim. Podczas likwidacji cmentarza w 1797, rzeźbę zakupili na licytacji kapucyni i postawili ją u wylotu ul. Kapucyńskiej na ul. Podwale. Na obecnym miejscu, u wylotu ul. Jagiellońskiej na Planty, u zbiegu z ulicą Karola Olszewskiego, od 1941.
- Pomnik Mikołaja Kopernika – powstał w 1900. Jest dziełem Cypriana Godebskiego. Pierwotnie stał na dziedzińcu Collegium Maius. Na obecnym miejscu, u wylotu ul. Gołębiej przed Collegium Witkowskiego, od 1953.
- Pomnik Artura Grottgera – jest dziełem Wacława Szymanowskiego, został wykonany w 1901. Odsłonięty w 1903. Stoi pomiędzy Pałacem Sztuki a ul. Dunajewskiego[6].
- Pomnik Fryderyka Chopina (nieistniejący) – było to dzieło Władysława Marcinkowskiego. Stał przy wylocie ul. św. Tomasza na Planty (po prawej stronie) od 1890 do 1931. Rozebrano go aby postawić okazalszy monument, ale II wojna światowa udaremniła te plany.
- Pomnik Lilli Wenedy – powstał w 1885. Jest dziełem Alfreda Dauna; kamienną rzeźbę zastąpiono w 1897 odlewem z brązu. Fundatorem był dr Henryk Jordan.
- Pomnik Tadeusza Rejtana – powstał pomiędzy 1856 a 1859, odsłonięto go w 1890. Było to dzieło Teodora Zakrzewskiego. W lutym 1946 pomnik zniszczony został przez burzę. Odtworzony przez Czesława Dźwigaja, odsłonięty ponownie 9 czerwca 2007.
- Pomnik Jadwigi i Jagiełły – powstał w 1886. Według projektu Karola Knausa wykonany przez Oskara Sosnowskiego. Pomnik upamiętnia 500-lecie unii polsko-litewskiej (Unia w Krewie).
- Staw – niewielki zbiornik wodny w kształcie ósemki, kompozycja w stylu japońskim – z łukowatym mostkiem, wysepką z brzozami i fontanną. Powstał w 1904.
- Pomnik Harfiarza (Bojana) – pomnik z brązu powstał w 1886. Dzieło artysty Piusa Welońskiego. Wykonany w Rzymie, a jego fundatorem był ziemianin Konstanty Wołodkowicz. Na obecnym miejscu, pomiędzy Barbakanem a ul. Sławkowską, nad stawem, od 1904. Poprzednio stał po drugiej stronie Barbakanu. Pomnik upamiętnia Bohdana Zaleskiego.
- Cmentarz i pomnik żołnierzy radzieckich (przeniesiony) – znajdowały się obok Barbakanu, po jego zachodniej stronie. Był to pomnik oraz groby 19 żołnierzy radzieckich poległych podczas wyzwalania miasta. Powstały w 1945 a projektowali Marcin Bukowski i Karol Muszkiet. W 1997 pomnik i groby zostały przeniesione na cmentarz wojskowy przy ul. Prandoty.
- Pomnik Jana Matejki – znajduje się po zachodniej stronie Barbakanu. Projekt prof. Jana Tutaja. Odsłonięty 12 listopada 2013.
- Tablica upamiętniająca pasamonika Marcina Oracewicza – znajduje się na murze Barbakanu, po jego wschodniej stronie. Podczas obrony Krakowa w 1768 miał zastrzelić carskiego dowódcę, generała Iwana Panina.
- Pomnik zajść krakowskich 1936 – upamiętnia zamordowanych przez polską Policję Państwową w dniu 23 marca 1936, ośmiu robotników krakowskiego Semperitu. Dwa dni wcześniej policja spacyfikowała strajk okupacyjny w zakładzie. Doszło do manifestacji, funkcjonariusze policji otworzyli ogień do robotników, masakrując protestujących. Wydarzenia upamiętnia głaz z tablicą pamiątkową i postawionym po 1989 krzyżem. Pomnik znajduje się przy skrzyżowaniu ulic Szpitalnej i Basztowej.
- Pomnik Floriana Straszewskiego – powstał w 1874. Autorem był Edward Stehlik. Jest to pomnik twórcy Plant. Powstał w miejscu, gdzie znajdował się kopiec upamiętniający powstanie Rzeczypospolitej Krakowskiej, przy skrzyżowaniu ulic Basztowej i Westerplatte. Wykonany z granitu tatrzańskiego monument ma kształt obelisku, który posadowiony jest na szerokiej podstawie obwiedzionej metalową balustradą wzmocnioną kamiennymi słupkami. Płaszczyzna podstawy wzniesiona jest ponad poziom otaczającego ją terenu (kilka stopni prowadzi do bramki w balustradzie). Na obelisku umieszczono medalion z podobizną Straszewskiego, a poniżej pamiątkową tablicę z napisem „Floryan Straszewski – główny uczestnik w założeniu plantacyj”. Nieco niżej wyryty napis głosi: Ku wdzięcznej pamięci zasług założenia i utrzymania tych przechadzek za uchwałą Rady Miasta Krakowa ze składek obywateli i zasiłku miejskiego. Obelisk ten powstał jako jeden z pierwszych pomników na Plantach. Uroczystość odsłonięcia pomnika odbyła się 4 sierpnia 1875, a więc w rok po dacie uwidocznionej na cokole[7].
- Pomnik Michała Bałuckiego – powstał w 1911. Jest dziełem Tadeusza Błotnickiego. Znajduje się za kościołem św. Krzyża.
- Pomnik płk. Narcyza Wiatra „Zawojny” – powstał w 1992. Autorem rzeźby jest Bronisław Chromy. Pomnik komendanta VI okręgu Batalionów Chłopskich. Znajduje się przy skrzyżowaniu ulic Dominikańskiej i św. Gertrudy.
- Latarnia zmarłych (Kapliczka św. Gertrudy) – kapliczka z 1710. Stała przy dawnym szpitalu i kościele św. Sebastiana. Znajduje się obok skrzyżowania ulic św. Gertrudy oraz św. Sebastiana, za hotelem Royal.

## Upamiętnienia
Na Plantach upamiętnia się znane osoby nadając ich imiona skwerom. Mają skwery swojego imienia:
- Zbigniew Wodecki – pomiędzy ul. Westerplatte a ul. św. Marka.
- Andrzej Wajda – między ul. Basztową a Teatrem im. Słowackiego.
- Władysław Bartoszewski – u zbiegu ulic Basztowej i Dunajewskiego.
- Konrad Swinarski – pomiędzy pl. Szczepańskim a ul. św. Tomasza.
- Jerzy Jarocki – pomiędzy ul. Szewską a pl. Szczepańskim.
- Mieczysław Święcicki – pomiędzy ul. św. Anny a ul. Szewską.
- Piotr Skrzynecki – pomiędzy ul. Franciszkańską a ul. Poselską
- Ewa Demarczyk – pomiędzy ul. Poselską a ul. Podzamcze

W ramach projektu Kody Miasta ponad 100 ławek na Plantach jest opatrzonych tabliczkami zadedykowanymi literackim patronom. Patronami ławeczek są m.in. Swiatłana Aleksijewicz, Mariusz Wollny, Tadeusz Kantor, Adam Mickiewicz, Maria Pawlikowska-Jasnorzewska, Józef Tischner, Andrzej Bursa, Dagny Juel Przybyszewska, Stanisław Lem, Wisława Szymborska i inni.
Wśród uhonorowanych nazwisk znajdują się także aktorka Helena Modrzejewska,  piosenkarka Anna Szałapak, dramaturg i reżyser Maciej Wojtyszko, dziennikarz Stefan Wilkanowicz, niemiecki humanista związany z Uniwersytetem Jagiellońskim Konrad Celtis.
Projekt ten jest realizowany przez Krakowskie Biuro Festiwalowe, operatora tytułu Kraków Miasto Literatury UNESCO, którym Kraków został uhonorowany w 2013 roku. Na tabliczkach oprócz imienia i nazwiska znajdują się kody QR, które  po zeskanowaniu przenoszą na specjalną stronę z informacjami o danym patronie. Można także posłuchać fragmentów np. książek, które czytają lektorzy lub jest to archiwalne nagranie z autentycznym głosem autora.